# Tahamtan Kolā
Tahamtan Kolā (persiska: تهمتن كلا) är en ort i Iran.   Den ligger i provinsen Mazandaran, i den norra delen av landet, 130 km nordost om huvudstaden Teheran. Tahamtan Kolā ligger 163 meter över havet och antalet invånare är 926.
Terrängen runt Tahamtan Kolā är kuperad söderut, men norrut är den platt. Runt Tahamtan Kolā är det tätbefolkat, med 286 invånare per kvadratkilometer. Närmaste större samhälle är Shīr Savār, 16,0 km norr om Tahamtan Kolā. I omgivningarna runt Tahamtan Kolā växer i huvudsak blandskog.